# Chions
Chions là một đô thị ở tỉnh Pordenone trong vùng Friuli-Venezia Giulia, có cự ly khoảng 90 km về phía tây bắc của Trieste và khoảng 14 km về phía đông nam của Pordenone. Tại thời điểm ngày 31 tháng 12 năm 2004, đô thị này có dân số 4.896 người và diện tích là 33,5 km².
Đô thị Chions có các frazioni (các đơn vị cấp dưới, chủ yếu là các làng) Basedo, Taiedo, Villotta, và Torrate.
Chions giáp các đô thị: Azzano Decimo, Cinto Caomaggiore, Fiume Veneto, Pramaggiore, Pravisdomini, San Vito al Tagliamento, Sesto al Reghena.